# Batman Returns (videojuego)
Batman Returns es un videojuego lanzado en varias plataformas basado en la película de nombre homónimo. Las versiones para la consola Sega Mega Drive, Sega Mega-CD, Master System y Game Gear) fueron publicadas por Sega mientras que en la NES y Super Nintendo las versiones fueron desarrolladas y publicadas por Konami. La versión para PC fue publicada también por Konami y desarrollada por Spirit of Discovery. La versión Amiga fue desarrollada por Denton Designs, pero el distribuidor es el mismo para las versiones NES, Super Nintendo y PC. Además existe una versión para la Atari Lynx, publicado por la propia Atari.

## Konami

### Versión de Super Nintendo
La versión para la Super Nintendo, presumiblemente la más popular, fue publicada en 1993. Fundamentalmente se trata de un juego beat-em-up de dirección única izquierda-derecha, género que estaba asentado en la consola por aquel entonces. El modo de juego y los gráficos eran en su base muy parecidos a los juegos de la saga Final Fight.
El juego transcurre en varios escenarios que aparecen en el film. Varios miembros del Red Triangle Circus Gang atacan a Batman durante el juego. Batman tiene una serie de armas y gadgets a su disposición, incluyendo el batarang. Cada nivel termina con un jefe final, donde se precisa de un esfuerzo mayor y una estrategia para destruirlo. Unos niveles del juego están en plataforma 2-D en oposición a los pseudo 3-D donde el movimiento arriba-abajo está permitido. El quinto nivel consisten en conducir el Batmobile en una pantalla de persecución donde Batman debe perseguir a los motociclistas y una furgoneta armada. Para vencerles, el Batmobile dispone de una ametralladora.
Las críticas al juego fueron mayoritariamente positivas, si bien algunos resaltaron su falta de originalidad, a pesar de la alta calidad de su modo de juego y de poseer un nivel de dificultad equilibrado, en general fue mejor recibido que la película en la que se basaba, que tuvo críticas encontradas. 
Hubo consenso en las alabanzas en sus gráficos, sonido, y su jugabilidad como también en su ambientación (con una música adaptada de la obra de Danny Elfman para el film), que llevaron a la consola a su máxima capacidad.
Batman Returns fue premiado por el juego con la mejor licencia de 1992 por la Electronic Gaming Monthly.

### Versión de NES
La versión de NES del juego también consiste en un beat´em up, pero más cercano al estilo de Double Dragon. El jugador únicamente posee una barra de salud (la cual puede agrandarse con paquetes de salud). Implementa un sistema de guardado-contraseña. Hay dos niveles en el juego con forma de scroll lateral donde el jugador controla el Batimóvil y el Batskitboat.

### Versión de PC
La versión de PC del juego, publicada por Konami, difiere considerablemente de las otras versiones en que no era principalmente un juego de acción, sino más bien una aventura gráfica ajustándose más al perfil más típico de juegos para compatibles, que solían pertenecer a los géneros de aventura, rol o estrategia.
Fue recibido moderadamente bien por la prensa.

## Sega

### Versiones de Sega 16-bit
Las versiones de Sega Mega-CD y Mega Drive son muy parecidas. La edición de CD del juego cuenta con una nueva banda sonora, en forma de audio de CD con una serie de animaciones con ilustraciones originales (no fotos de la película), y una serie de niveles de carreras de coches en 3D, que en aquel entonces resultaban impresionantes, aprovechando el hardware de gráficos que ofrecía la unidad de Mega-CD.
El juego de Mega Drive fue rotundamente criticado por la prensa de videojuegos por tener una deficiente calidad de gráficos y una jugabilidad poco original y aburrida con un nivel de dificultad injusto, mientras que el de Mega-CD obtuvo un cierto éxito debido a los emocionantes niveles de carreras y la música rock.
Mientras que otras versiones seguían la trama de la película de principio a fin, las versiones de Sega se iniciaban después de que El Pingüino matara a la Princesa de Hielo y le echara la culpa a Batman por haberla matado, como se muestra en las introducciones de los juegos.
La versión de Mega-CD fue un éxito de ventas en el Reino Unido.

### Versiones de Sega Master System y Game Gear
Al igual que con las versiones de 16 bits, las versiones de 8 bits del juego son títulos de plataformas con scroll lateral. Sin embargo, los títulos se crearon independientemente de las versiones de 16-bit. Presentaban un exclusivo sistema de niveles ramificado, permitiendo a los jugadores elegir entre una ruta fácil y una difícil. Esta última presentaba versiones de los niveles que normalmente forzaban a los jugadores a utilizar movimientos de balanceo de cuerda para superar grandes áreas sin piso.

## Versión de Atari Lynx
La versión de Atari Lynx es juego en 2D con scroll lateral en 2D que tenía algunos de los mejores gráficos de la portátil de Atari. El juego era bien conocido por ser muy difícil.

## Versión de Amiga
La versión de Amiga del juego fue objeto de una considerable controversia. Gametek, antes del lanzamiento del juego, había enviado una serie de imágenes derivadas del título de PC para publicitar el juego. Por ello, una serie de revistas de informática consideraron el juego como una conversión directa de la aventura de PC.
La realidad, sin embargo, era muy diferente. El juego fue, contrariamente a las expectativas, no una conversión del título para PC, sino un juego de plataformas de desplazamiento lateral similar a los juegos de consola. Estaba plagado de bugs, incluyendo una detección de colisiones muy inexacta.
El juego fue duramente criticado por casi toda la prensa de videojuegos criticó duramente el juego debido los bugs antes mencionados, por estar cerca de ser injugable (con controles que rara vez se respondían de la forma en que deberían) y por sus pobres gráficos y sonido, obteniendo notas tan bajas como un 19% (por CU Amiga). La creencia de que la versión de Amiga sería una conversión del título para PC pudo haber contribuido a la decepción e ira expresada por muchas revistas, sin embargo los análisis de las webs actuales de juegos retro no son generalmente tan críticos con el juego, aunque pocos lo elogian demasiado.